# Lycianthes memecylonoides
Lycianthes memecylonoides là loài thực vật có hoa trong họ Cà. Loài này được (Bitter & Schltr.) Bitter mô tả khoa học đầu tiên năm 1919.